# Arturo Givovich
Arturo Givovich (Gjivovich) (1855. – 1905.) je čileanski trgovac, pisac, časnik u čileanskoj vojsci i sudionik pacifičkog rata (1879. – 1883.) hrvatskog podrijetla. Napisao je roman, priče i drame koje su uprizorene. Pojavio se u drugoj polovici 19. stoljeća. Planirao je objaviti kanconijer s nikaragvanskim književnikom Rubenom Dariom. Givovich je jedan od prvih čileanskih pisaca hrvatskog podrijetla.
Piše u stilu kostumbrizma. Bio je dijelom naraštajâ čileanskih kostumbrista koji su proširili raspon tema o kojima se pisalo te se približili kolokvijalnom kastiljskom: Pedro Ruiz Aldea, Román Vial, Daniel Barros Grez i dr.
Postojale su teze o srodstvu ranarnika s Drakeova broda i Artura Givovicha.

## Djela
- Todos, Menos Solterona, 1877.[7]
- El Rigor de La Corneta: Recuerdos de La Vida de Campa A: Novela Historica, povijesna novela, 1887.
- El Valdiviano, 1903.[8]

## Nagrade i priznanja
1887. je godine njegova priča Valdivijanski paprikaš (El Valdiviano; v. čileansku provinciju Valdiviju) izašla u zbirci Escenas y tipos dobila nagradu Varela. Poslije se je pojavila u brojnim antologijama čileanske proze.